# Бутусов В'ячеслав Геннадійович
В'ячеслав Геннадійович Буту́сов (нар. 15 жовтня 1961, Красноярськ, РРФСР) — російський рок-музикант, колишній лідер гурту «Наутилус Помпилиус», теперішній лідер гурту «Ю-Питер», письменник. Внесений до чорного списку на сайті «Миротворець» за виступи в Криму.

## Біографія
Народився 15 жовтня 1961 року в селищі Красноярську.
У 9 класі переїжджає до Свердловська (нині Єкатеринбург), де незабаром вступає у Свердловський архітектурний інститут. В інституті знайомиться із Дмитром Умецьким, з яким неодноразово збиралися й грали разом, а також із Іллею Кормільцевим. З ним він в 1985 записує свій перший професійний альбом «Невидимка». У наступному 1986 їхній тандем записує платівку «Розлука», з якої й почалася популярність гурту «Наутилус Помпилиус». З'явилися публікації в центральній пресі (перша журнальна публікація — в органі ЦК ВЛКСМ «Зміна» (№ 7, квітень 1988), стаття «Наутилус або Pompilius?»,). Гурт проіснував близько 10 років.
1997 року розпочав сольну кар'єру. Записав альбом «Незаконнонароджений» (1997) разом з Юрієм Каспаряном (екс-Кино) і сольний альбом «Овали» (1998). Зіграв епізодичну роль у фільмі Олексія Балабанова «Брат», для якого також написав саундтрек, а у фільм «Брат 2» увійшла пісня «Гібралтар-Лабрадор».
2001 року зібрав гурт «Ю-Питер», у яку, крім самого Бутусова, увійшли Юрій Каспарян, Олег Сакмаров (екс-Аквариум) та Євген Куркулєв.
2005 року одержує премію «Муз-Тв-2005» за внесок у розвиток російської рок-музики. У цьому ж році виходить фільм «Піжмурки», у створенні музики до якого брав участь.
2007 року в продажі з'являється його книжка «Виргостан». За кілька місяців виходить ще одна книга «Антидепресант. З-Шукання».
17 червня 2008 вийшов альбом гурту Ю-Питер «Прочанин».

## Громадянська позиція
В 2014 разом з російськими рок-музикантами записав відео-звернення, де засуджував війну, там він сказав наступне:
|  | Я звертаюся не тільки до наших дорогих і близьких людей в Україні, а й до всіх людей, які мають увагу до цього питання, і до всіх людей, яким не наплювати на те, що відбувається зараз у світі... Ми нічого не знаємо. Я не вірю ніякому телебаченню, я не слухаю ніякого радіо і не читаю ніяких газет... Така ситуація, коли потрібно сподіватися на Господа Бога. Потрібно згадати про те, що Господь Бог дивиться на нас із неба і чекає, коли ми всі до нього звернемося. Більше нам звертатися нема до кого. Ми молимося за вас. І за себе ми молимося, тому що всім нам страшно. Оригінальний текст (рос.) Я обращаюсь не только к нашим дорогим и близким людям в Украине, но и ко всем людям, которые имеют внимание к этому вопросу, и ко всем людям, которым не наплевать на то, что происходит сейчас в мире... Мы ничего не знаем. Я не верю никакому телевидению, я не слушаю никакого радио и не читаю никаких газет... Такая ситуация, когда нужно уповать на Господа Бога. Нужно вспомнить о том, что Господь Бог смотрит на нас с неба и ждет, когда мы все к нему обратимся. Больше нам обращаться не к кому. Мы молимся за вас. И за себя мы молимся, потому что всем нам страшно. |

В 2017 щодо свого незаконного відвідування тимчасового окупованого Криму сказав:
|  | Я з чистою совістю приїжджаю сюди, абсолютно спокійно. Все інше, на мій погляд, - це просто політика. Я не хочу сказати, що я здатний повністю відгородитися від політичних дій, але я в загальному територіально, подумки завжди окреслюю своєю межею, своєю компетенцією. Я до політики не маю ніякого стосунку, тому прошу політику в моє приватне життя не втручатися. Це цілком по-людськи. Я більшу частину свого життя спокійно приїздив сюди, і тут я раптом стаю персоною нон-грата з якихось причин. Напевно, відповідь проста: це політика, тому що в мені і в Сімферополі і наших взаєминах з Сімферополем і з Кримом в цілому нічого не змінилося. Оригінальний текст (рос.) Я с чистой совестью приезжаю сюда, совершенно спокойно. Все остальное, на мой взгляд, - это просто политика. Я не хочу сказать, что я способен полностью отгородиться от политических действий, но я в общем территориально, мысленно всегда очерчиваю своей границей, своей компетенцией. Я к политике не имею никакого отношения, поэтому прошу политику в мою частную жизнь не вмешиваться. Это вполне по-человечески. Я большую часть своей жизни спокойно приезжал сюда, и тут я вдруг становлюсь персоной нон-грата по каким-то причинам. Наверное, ответ простой: это политика, потому что во мне и в Симферополе и наших взаимоотношениях с Симферополем и с Крымом в целом ничего не изменилось. |

В 2022 в інтерв'ю пропагандистському виданню РИА Новости, Бутусов сказав наступне:
|  | Спочатку мене це, звісно, контузило, довгий час був у якомусь ступорі. Але потім довелося подивитися деякі матеріали, у мене сформувалося своє бачення, розуміння цих подій. Як я розумію, конфлікт в Україні можна було тільки якийсь час відтягувати, але це було неминуче. Там настільки все підло, підступно, віроломно готувалося, що просто... Тут навіть слово «здивування» не підходить… Це, звичайно, жахливо. Люди, які співпереживають трагічним подіям настільки, що починають хворіти, можуть шукати розради в релігії. У світі відбувається багато всього жахливого. Так завжди було у людському світі. Але для того нам і дана сила, дана підтримка Бога. Не можна зраджувати цю духовну підтримку. Тому що там, на небі, ангели "рубаються", не покладаючи мечів, точно так само, як зараз на Донбасі відбувається. Це співпереживання подіям у Донбасі деяких людей просто виснажує. Тому й хочеться бути причетним до Бога, щоб не маятися на віддалі. Оригінальний текст (рос.) Сначала меня это, конечно, контузило, долгое время был в каком-то ступоре. Но потом пришлось посмотреть некоторые материалы, у меня сформировалось свое видение, понимание этих событий. Как я понимаю, конфликт на Украине можно было только какое-то время оттягивать, но это было неизбежно. Там настолько все подло, коварно, вероломно подготавливалось, что просто... Тут даже слово «удивление» не подходит… Это, конечно, чудовищно. Люди, которые сопереживают трагическим событиям настолько, что начинают болеть, могут искать утешения в религии. В мире происходит много всего чудовищного. Так всегда было в человеческом мире. Но для того нам и даны силы, дана поддержка Бога. Нельзя предавать эту духовную поддержку. Потому что там, на небе, ангелы рубятся, не покладая мечей, точно так же, как сейчас в Донбассе происходит. Это сопереживание событиям в Донбассе некоторых людей просто изводит. Потому и хочется быть сопричастным Богу, чтобы не маяться в отдалении. |

В 2022 в інтерв'ю порталу "Сноб" Бутусов сказав наступне:
|  | Зараз конструкція російського життя уявляється мені у вигляді храмової хрестово-купольної архітектурної системи, де композиція розвивається із заходу на схід, від входу - до вівтаря. Вона символізує шлях, який повинен пройти християнин, щоб з'єднатися з Богом... Олексій Балабанов знімав кіно про зруйнований російський світ, зі скорботою в серці. Він захоплювався російською культурою, яку ми відкинули в гонитві за уявними західними цінностями... Зараз саме час повернутися до духовних цінностей. Оригінальний текст (рос.) Сейчас конструкция русской жизни представляется мне в виде храмовой крестово-купольной архитектурной системы, где композиция развивается с запада на восток, от входа — к алтарю. Она символизирует путь, который должен пройти христианин, чтобы соединиться с Богом… Алексей Балабанов снимал кино о разрушенном русском мире, со скорбью в сердце. Он восхищался русской культурой, которую мы отвергли в погоне за мнимыми западными ценностями… Сейчас самое время вернуться к духовным ценностям. |

В 2022 брав участь в пропагандистській кампанії разом з близьким соратником Путіна - Андрієм Костіним, де вони разом співали "Гудбай, Америка!".
В 2022 через його позицію відмінили його концерт в Гельсінкі, а в 2023 Бутусов разом з своїм гуртом "Орден Славы" виступив на російському пропагандистському патріотичному концерті, присвяченому Дню прапора Росії у «Лужниках».

## Сім'я
В'ячеслав Бутусов у другому шлюбі одружений з ленінградкою Анжелікою Естоєвою. У нього четверо дітей: три дочки — Анна (від першого шлюбу, нар. 1980), Ксенія (нар. 1992), Софія (нар. 2000) і син — Данило (нар. 2005).

## Дискографія
- «Мост» (1985)
- «Незаконнорожденный АльХимик доктор Фауст пернатый змей» (1997, з Юрієм Каспаряном)
- «Овалы» (1998)
- «Элизобарра-торр» (2000, з Deadушками)
- «Звёздный падл» (2001, В'ячеслав Бутусов і музиканти гурту Кино)
- «Тихие игры» (2001)
- «Модель для сборки» (2008)

## У кіно
Автор музики до фільмів:
- «Брат» (1997)
- «Брат 2» (2000)
- «Піжмурки» (2005)
- «Игла Remix» (2010)
- «Святой архипелаг» (2023)
- «У края бездны» (2024)